# Renato Schifani
Renato Maria Giuseppe Schifani (Palermo, 11 maggio 1950) è un politico italiano, dal 13 ottobre 2022 presidente della Regione Siciliana e già presidente del Senato nella XVI legislatura della Repubblica.
Dal 5 dicembre 2013 al 13 aprile 2014 è stato presidente del Nuovo Centrodestra e dal 12 febbraio 2015 fino al 19 luglio 2016 è stato capogruppo al Senato di Area Popolare.

## Biografia
Cresciuto in una famiglia medio-borghese originaria di Chiusa Sclafani, si laureò in giurisprudenza con il massimo dei voti.

### Attività professionale
Dopo la laurea, Schifani trovò lavoro come impiegato presso il Banco di Sicilia di Palermo; conseguì l'esame di abilitazione alla professione di avvocato nel 1976. In seguito si specializzò nel recupero crediti; negli anni ottanta diventò un avvocato specializzato in processi in Cassazione e, dagli anni novanta, un avvocato urbanista. Tali sue attività hanno dato luogo a controversie, senza che Schifani sia mai stato indagato per fatti di rilevanza penale.

## Carriera politica

### Senatore di Forza Italia

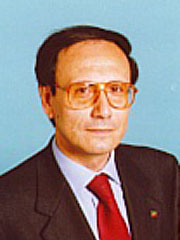
Renato Schifani nel 1996

Schifani, già iscritto alla Democrazia Cristiana, aderì a Forza Italia nel febbraio 1995, divenendo Responsabile regionale dei Dipartimenti del partito.
Per il suo ingresso nella politica nazionale concomitante alla discesa in campo di Berlusconi, e per la sua amicizia con Enrico La Loggia, è stato spesso incluso nel gruppo dei cosiddetti berluscones.
Dopo un incarico da consigliere comunale a Palermo, fu eletto al Senato della Repubblica alle elezioni politiche italiane del 1996 nel collegio uninominale palermitano di Altofonte-Corleone, in rappresentanza della coalizione di centrodestra. Nella sua prima legislatura è stato capogruppo di Forza Italia nella commissione Affari costituzionali di palazzo Madama ed ha fatto parte della Commissione bicamerale per le riforme.

### Capogruppo di Forza Italia al Senato
Rieletto nelle elezioni del 2001, nel corso della XIV Legislatura viene eletto capogruppo del suo partito a Palazzo Madama.
Schifani è stato tra i fautori della stabilizzazione dell'articolo 41-bis, che ha reso definitivo il cosiddetto «carcere duro», previsto espressamente per i reati di associazione a delinquere di stampo mafioso, istituto fino a quel momento di natura provvisoria, oltre che del "lodo Schifani, volto a sospendere i processi in corso contro le «cinque più alte cariche dello Stato», incluso il premier Silvio Berlusconi, imputato nel processo SME.
Schifani nelle elezioni politiche del 2006 viene rieletto senatore per la terza volta, per Forza Italia, nella circoscrizione Sicilia e nel corso della XV Legislatura è stato membro della Commissione Territorio e Ambiente. Riconfermato capogruppo di Forza Italia, nella XV legislatura Schifani si è impegnato a ostacolare la risicata maggioranza di centrosinistra al Senato, compattando la squadra del centrodestra per evitare defezioni (arrivando ad attaccare frontalmente Alfredo Biondi e Gianfranco Rotondi per le loro assenze) e corteggiando i centristi della maggioranza. In qualità di capogruppo di Forza Italia nella XIV e XV Legislatura, dal 2001 al 2008, Schifani è stato protagonista dei dibattiti parlamentari del Senato.

### Presidente del Senato

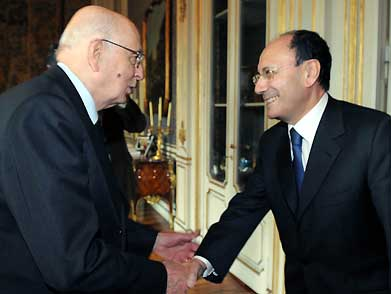
Schifani con il Presidente della Repubblica Giorgio Napolitano

Alle elezioni politiche del 2008 è stato eletto per la quarta volta, sempre in Sicilia, per Il Popolo della Libertà. Nel corso della prima seduta della XVI Legislatura, il 29 aprile 2008 è stato eletto presidente del Senato della Repubblica al primo scrutinio, riportando 178 voti, (162 richiesti dal quorum), 4 in più della coalizione formata da PdL, Lega Nord e MpA. Come suo capo di gabinetto chiama la magistrata palermitana Annamaria Palma. Resta alla seconda carica dello Stato fino al marzo 2013.
Durante il suo mandato come presidente del Senato ha esercitato le funzioni di presidente supplente della Repubblica in due occasioni.
È stato il primo presidente del Senato nella storia della Repubblica italiana ad essere nato sotto la Repubblica, anziché sotto la Monarchia.
Tutt'oggi è l'unico presidente del Senato ad essere nato con la Costituzione già in vigore.

### Capogruppo del PdL al Senato

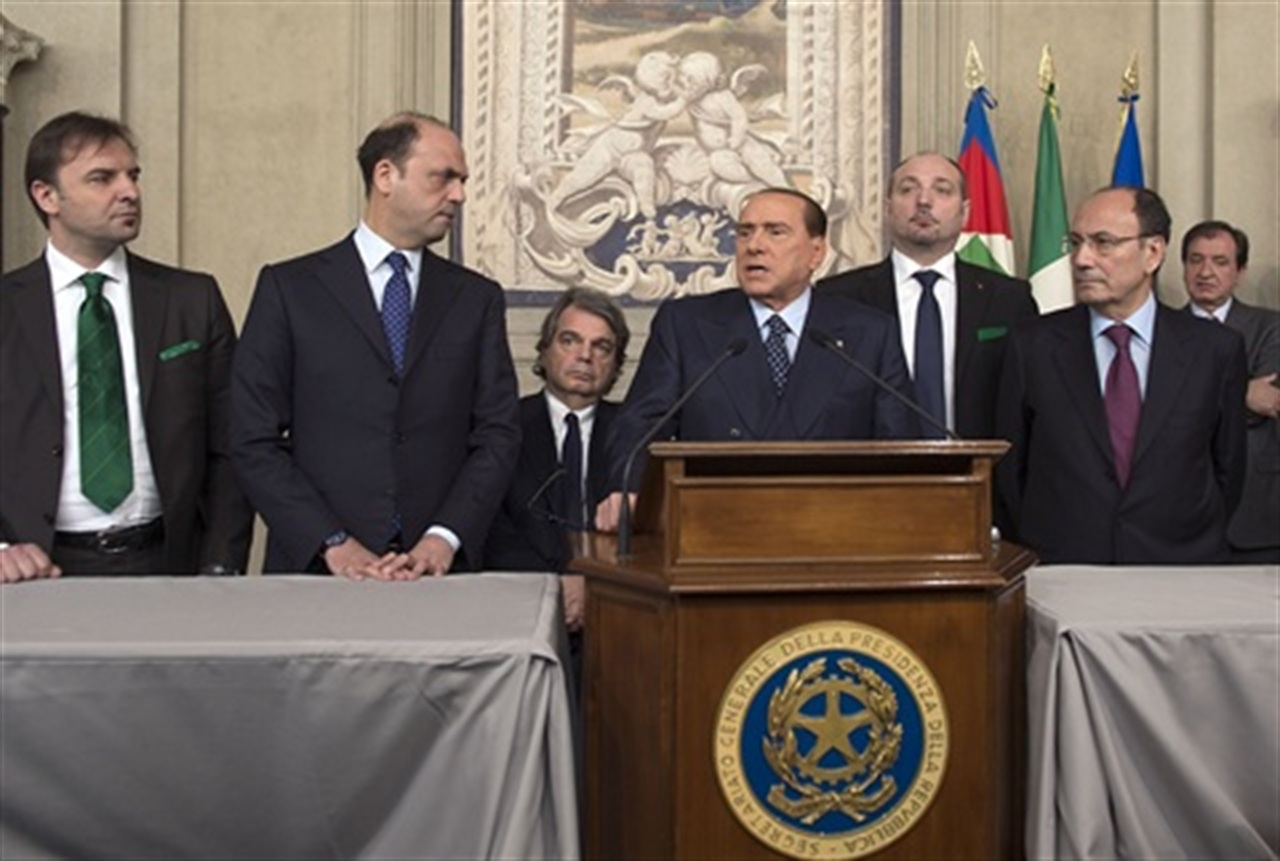
Schifani alle consultazioni al Quirinale nel 2013.

Alle elezioni del 2013 Schifani viene candidato e rieletto al Senato della Repubblica, al secondo posto della lista del PdL nella Regione Siciliana.
Il 16 marzo 2013 va al ballottaggio con Pietro Grasso per la presidenza del Senato, perdendo con 117 voti contro i 137 ottenuti da Grasso. Il 19 marzo 2013 viene eletto per acclamazione capogruppo del Popolo della Libertà al Senato della Repubblica.

### Passaggio al Nuovo Centrodestra
Il 15 novembre 2013 Schifani si dimette da capogruppo del Popolo della Libertà al Senato, a seguito della decisione dei governativi di fondare gruppi autonomi, sancendo di fatto la scissione del Popolo della Libertà. Il 16 novembre 2013, con la sospensione delle attività del Popolo della Libertà, aderisce al Nuovo Centrodestra guidato da Angelino Alfano, di cui il 5 dicembre diviene presidente del Comitato promotore. Il 12 febbraio 2015 Schifani viene eletto capogruppo di Area Popolare (NCD-UDC) al Senato.

### Ritorno in Forza Italia
Il 19 luglio 2016 Schifani, pochi giorni dopo l’incontro con Berlusconi ad Arcore, si dimette da capogruppo di Area Popolare al Senato, in rottura con la linea centrista di Alfano affermando che "l’operazione di un nuovo soggetto di moderati proposta è di palazzo e non di territorio". Il 4 agosto seguente, infine, ritorna in Forza Italia assieme ad Antonio Azzollini.
Alle elezioni politiche del 2018 sarà ricandidato e rieletto senatore in Forza Italia.
Nel dicembre 2019 è tra i 64 firmatari (di cui 41 di Forza Italia) per il referendum confermativo sul taglio dei parlamentari: pochi mesi prima i senatori berlusconiani avevano disertato l'aula in occasione della votazione sulla riforma costituzionale.
Il 13 novembre 2020 viene nominato da Silvio Berlusconi come suo consigliere politico, scelto per «lo spessore umano e politico unito ad una rara capacità di mediazione».

### Presidente della Regione Siciliana
Il 12 agosto 2022 viene scelto da Fratelli d'Italia, in una terna di nomi proposta da Silvio Berlusconi, come candidato della coalizione di centro-destra per le elezioni regionali in Sicilia del 25 settembre, dopo il ritiro del presidente della Regione uscente Nello Musumeci. Il giorno successivo ottiene l'assenso anche degli altri partiti della coalizione.
Viene sostenuto da Forza Italia, Lega, Fratelli d'Italia, Unione di Centro, DC Nuova, Popolari e Autonomisti. Al contempo annuncia che non sarà ricandidato al Senato.
In occasione della tornata elettorale viene eletto con il 42,39% dei voti, superando il candidato civico Cateno De Luca (già sindaco di Messina e deputato regionale), che si ferma al 23,95%, e la candidata del centro-sinistra Caterina Chinnici (figlia del magistrato Rocco, assassinato da Cosa nostra nel 1983), che arriva al 16,17%. Entra in carica a partire dal 13 ottobre successivo.
Il 27 giugno 2023 è nominato nuovo membro del Comitato europeo delle regioni.
Il 24 febbraio 2024 viene scelto come presidente del consiglio nazionale di Forza Italia al congresso del partito, il primo dopo la scomparsa di Silvio Berlusconi, deceduto il 12 giugno 2023.

## Vita privata
Sposato con Franca, ha due figli.

## Dichiarazioni e controversie

### Presunte connessioni con la mafia
Nel 1979, praticante legale nello studio del deputato DC Giuseppe La Loggia, fu inserito da quest'ultimo nella società di brokeraggio assicurativo Sicula Brokers, di cui facevano parte il figlio Enrico La Loggia, futuro politico di spicco di Forza Italia, e alcuni soci che negli anni 1990 furono incriminati per associazione mafiosa o concorso esterno in associazione mafiosa:
- Benny D'Agostino - all'epoca dei fatti un imprenditore incensurato, grande amico, per sua ammissione, del boss Michele Greco - nel 1997 fu arrestato con l'accusa di concorso esterno in associazione mafiosa e successivamente condannato;
- Nino Mandalà, che nel 1980 era incensurato e svolgeva l'attività di rivenditore di carburanti, arrestato nel 1998 e successivamente condannato a 8 anni per associazione mafiosa, era il capocosca di Villabate e risulterà, anni dopo, il gran favoreggiatore di Bernardo Provenzano ma anche fondatore di uno dei primi club di Forza Italia a Palermo;
- Giuseppe Lombardo, presidente e consigliere delegato della società di recupero crediti "Satris" della quale erano soci i discussi esattori e uomini d'onore della "famiglia" di Salemi Nino e Ignazio Salvo, arrestati da Giovanni Falcone nel 1984.[30][31]; Schifani lasciò la società nel 1980[32], riprendendo l'attività di avvocato. Nel 1983 viene nominato avvocato difensore, accettando l'incarico, da Giovanni Bontate, già detenuto ed esponente di spicco della mafia di quegli anni.[33] Negli anni 1990 Schifani, già attivo come avvocato cassazionista, si affermò come avvocato urbanista, ricevendo numerosi incarichi in amministrazioni comunali siciliane.[32] In uno di questi fu consulente per l'urbanistica e il piano regolatore del comune di Villabate, il cui sindaco Giuseppe Navetta era il nipote di Nino Mandalà, capocosca della cittadina[34] ed ex socio di Schifani nella Sicula Brokers; secondo il pentito Francesco Campanella tale incarico fu concesso, tramite Enrico La Loggia, nell'ambito di un patto tra mafia e politica per la realizzazione di un megastore[35], progetto poi abortito a causa delle indagini.[36]

Schifani, La Loggia e l'ingegnere civile Guzzaro si sarebbero divisi l'onorario per la redazione del piano, dettato sotto speciali istruzioni di Nicola e Antonino Mandalà (il figlio di Antonino Mandalà era responsabile degli accordi logistici per garantire la latitanza del capomafia Bernardo Provenzano). Nel 2009 il pentito di mafia Gaspare Spatuzza accusa Schifani di aver avuto frequentazioni con il boss di Brancaccio Filippo Graviano negli anni '90, ma il presidente del Senato ha rigettato le accuse. Il 26 aprile 2010 fa causa a il Fatto Quotidiano chiedendo 720.000 euro di risarcimento per le inchieste pubblicate riguardanti il palazzo di Piazza Leoni, dal titolo "Schifani e il palazzo abitato dai boss". il Fatto Quotidiano scrive che è stato indagato due volte per rapporti con la mafia e cita anche un articolo di Lirio Abbate su L'Espresso.
Nel 2011 un altro pentito, Stefano Lo Verso, un autista di Provenzano, parla dei presunti rapporti di Schifani con la mafia e dice che Nicola Mandalà gli aveva riferito: "Abbiamo nelle mani politici locali e nazionali. Abbiamo l'amico e socio di mio padre Renatino Schifani, Totò Cuffaro e Saverio Romano". Il 26 luglio 2013 il gip di Palermo respinge la richiesta di archiviazione e dispone nuove indagini, invitando i pubblici ministeri a sentire alcuni pentiti per chiarire alcuni fatti.
Indagato per concorso esterno in associazione mafiosa, la sua posizione viene archiviata dal gip di Palermo su proposta dei pm il 29 ottobre 2014 dopo 15 anni.
Nell'aprile 2015 Carmelo D'Amico, ex killer di Barcellona Pozzo di Gotto e oggi diventato super testimone dell'inchiesta sulla Trattativa Stato e Cosa Nostra, accusa Angelino Alfano e Schifani di essere stati messi in politica da Cosa Nostra secondo quanto è venuto a sapere dal suo compagno di carcere Nino Rotolo, boss di Pagliarelli fedelissimo di Bernardo Provenzano.
In seguito avrebbero voltato le spalle ai boss facendo leggi come il 41-bis e sulla confisca dei beni e così l'organizzazione non avrebbe più votato per Forza Italia.

### Società di recupero crediti UMTS
Nel 1992 fondò, assieme a Antonio Mangano ed Antonino Garofalo (poi rinviato a giudizio nel 1997 per usura ed estorsione) la società di recupero crediti UMTS; a causa di tale attività fu successivamente definito in una battuta del ministro di grazia e giustizia Filippo Mancuso il "principe del recupero crediti".

### Lodo Schifani(2003)
Porta il suo nome il Lodo Schifani una legge approvata il 20 giugno 2003, che sospendeva i processi in corso contro le «cinque più alte cariche dello Stato» oggetto di numerose polemiche perché sospendeva di fatto il processo SME per il presidente del Consiglio Berlusconi fintanto che questi fosse rimasto in carica. La legge fu dichiarata incostituzionale dalla Corte costituzionale il 13 gennaio 2004. Una normativa similare è stata inclusa nel successivo Lodo Alfano del 2008, altrettanto giudicato incostituzionale nell'ottobre 2009, che copriva lo stesso ufficio di presidente del Senato ricoperto da Schifani. Dopo aver ottenuto l'immunità, Schifani ha fatto causa a Travaglio e Tabucchi per diffamazione, chiedendo un risarcimento di 1.300.000 euro.

### Dichiarazioni su Rita Borsellino e Maria Falcone
A settembre 2003, a seguito delle dichiarazioni di Berlusconi sui giudici, definiti dal Presidente del Consiglio «disturbati mentalmente», Schifani ha attaccato Rita Borsellino e Maria Falcone, sorelle rispettivamente dei magistrati Paolo e Giovanni, entrambi uccisi da Cosa nostra nel 1992, ostenendo che "hanno offeso la memoria dei loro eroici fratelli" ed accusandole di aver "strumentalizzato due eroi civili che, per fortuna di tutti, sono patrimonio della collettività".

### Accordo con Sergio De Gregorio
Nel 2006 si è speso per garantire al senatore dell'Italia dei Valori Sergio De Gregorio il ruolo di presidente della 4ª Commissione Difesa.

### Controversia con Marco Travaglio
Il 10 maggio 2008 il giornalista Marco Travaglio, intervistato al programma Che tempo che fa su Rai 3, menzionò le passate relazioni tra Schifani e personaggi successivamente condannati per mafia come esempio di un fatto rilevante e ignorato da quasi tutti i quotidiani italiani al momento di pubblicare la biografia di Schifani come nuovo presidente del Senato. La dichiarazione di Travaglio sollevò universali reazioni negative, centro-sinistra compreso, con l'eccezione di Antonio Di Pietro. Schifani annunciò una querela per diffamazione contro Travaglio, in quanto le sue affermazioni sarebbero state basate su fatti inconsistenti o manipolati, nemmeno in grado di generare sospetti, e poiché qualcuno avrebbe voluto minare il dialogo tra governo e opposizione; lo querelò inoltre per averlo paragonato (all'interno del medesimo intervento televisivo) a una muffa. Travaglio fu assolto dall'accusa di diffamazione, ma condannato al risarcimento del danno per l'espressione utilizzata.